# Libeccio (F 572)
Nave Libeccio è una fregata A/S, della Marina Militare Italiana, appartiene alla classe Maestrale (FFGH). L’Unità è stata concepita per la scoperta, tracciamento e contrasto alla minaccia di sommergibili. Il porto di assegnazione è la base navale di La Spezia.

## Costruzione
La nave, costruita nei Cantieri navali riuniti di Riva Trigoso (GE), è stata impostata il 1º agosto 1979 e varata il 7 settembre 1981. La consegna alla Marina Militare Italiana è del 12 ottobre 1982. La bandiera di combattimento è stata donata dal gruppo A.N.M.I. di Matera il 19 marzo 1983 a Napoli. 

## Storia
La prima unità a portare questo nome è stato il rimorchiatore ex norvegese (registrato allora nell'albo della Marina mercantile) INGOLFR, varato nel 1893 e trasferito alla Regia Marina il 13 giugno 1916. Dapprima adibita alla difesa del traffico costiero (dal 25 luglio 1916 al 28 settembre 1919) fu poi trasferita alla 3ª Flottiglia del Dragaggio (dal 29 settembre 1919 al 3 ottobre 1919), dal 4 ottobre 1919 all'11 luglio 1921 operò alle dipendenze del Comando Marina della Dalmazia come vedetta fino a terminare la sua attività il 4 marzo 1923.
La seconda unità nel nome è stato il cacciatorpediniere Libeccio, costruito nei Cantieri Navali del Tirreno di Riva Trigoso. Impostato il 29 settembre 1931 e varato il 4 luglio 1934, è stato consegnato alla Regia Marina il 23 novembre 1934. L'armamento era costituito da 4 cannoni da 120/50 in due torri binate, due mitragliere da 40/39, 6 mitragliere binate da 13,2 (sostituite successivamente da altrettante 20/65), 2 obici per tiro illuminante da 120/25, 2 impianti lanciasiluri trinati da 533. Completava l'armamento la sistemazione per la posa di mine.
Ha partecipato a circa 60 missioni di guerra, tra cui operazioni di caccia antisommergibile. pose di sbarramenti mine, missioni di scorta e intercettazione.
All'inizio della seconda guerra mondiale il caccia partecipò ad operazioni militari in Spagna (1937-1938) e alle operazioni di occupazione dell'Albania (aprile 1939).
Prese parte, fra l'altro, alla battaglia di capo Teulada con azioni di fuoco contro unità navali ed aerei nemici. Il 14 aprile 1941, mentre scortava il piroscafo Esperia da Napoli a Palermo, il Libeccio andò in collisione con un mercantile che gli asportò la poppa. Rimorchiato da Palermo a Napoli e poi a Genova, il Caccia vi rimase ai lavori fino al settembre 1941.

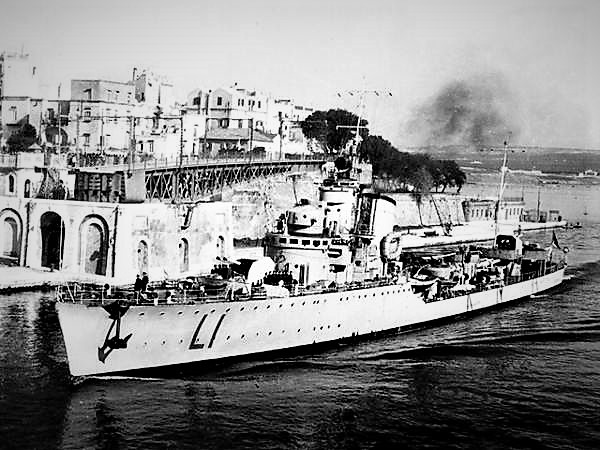
Il cacciatorpediniere Libeccio, precedente unità a portare questo nome

Riprese l’attività l’8 novembre 1941, al comando del Capitano di Fregata Corrado Tagliamonte, quando salpò da Messina per scortare il convoglio Duisburg diretto in Libia. Durante la navigazione notturna il convoglio fu attaccato da 2 incrociatori e 2 caccia della Marina inglese che affondò tutti i piroscafi. Mentre provvedeva al recupero dei naufraghi, il Libeccio fu a sua volta colpito da un siluro lanciato dal sommergibile inglese Upholder, riportando nuovamente l'asportazione della poppa. Nonostante i tentativi di rimorchio da parte di un altro cacciatorpediniere, l'unità affondò alle 11:19 del 9 novembre 1941 nello Ionio Centrale.

## Attività
La fregata Libeccio ha preso parte a numerose esercitazioni nazionali, NATO e multinazionali che hanno visto l’Unità impegnata soprattutto nel Mar Mediterraneo, Mar Nero e Nord Europa.
Nel settembre 1984 ha preso parte alle operazioni di recupero del sommergibile Scirè.

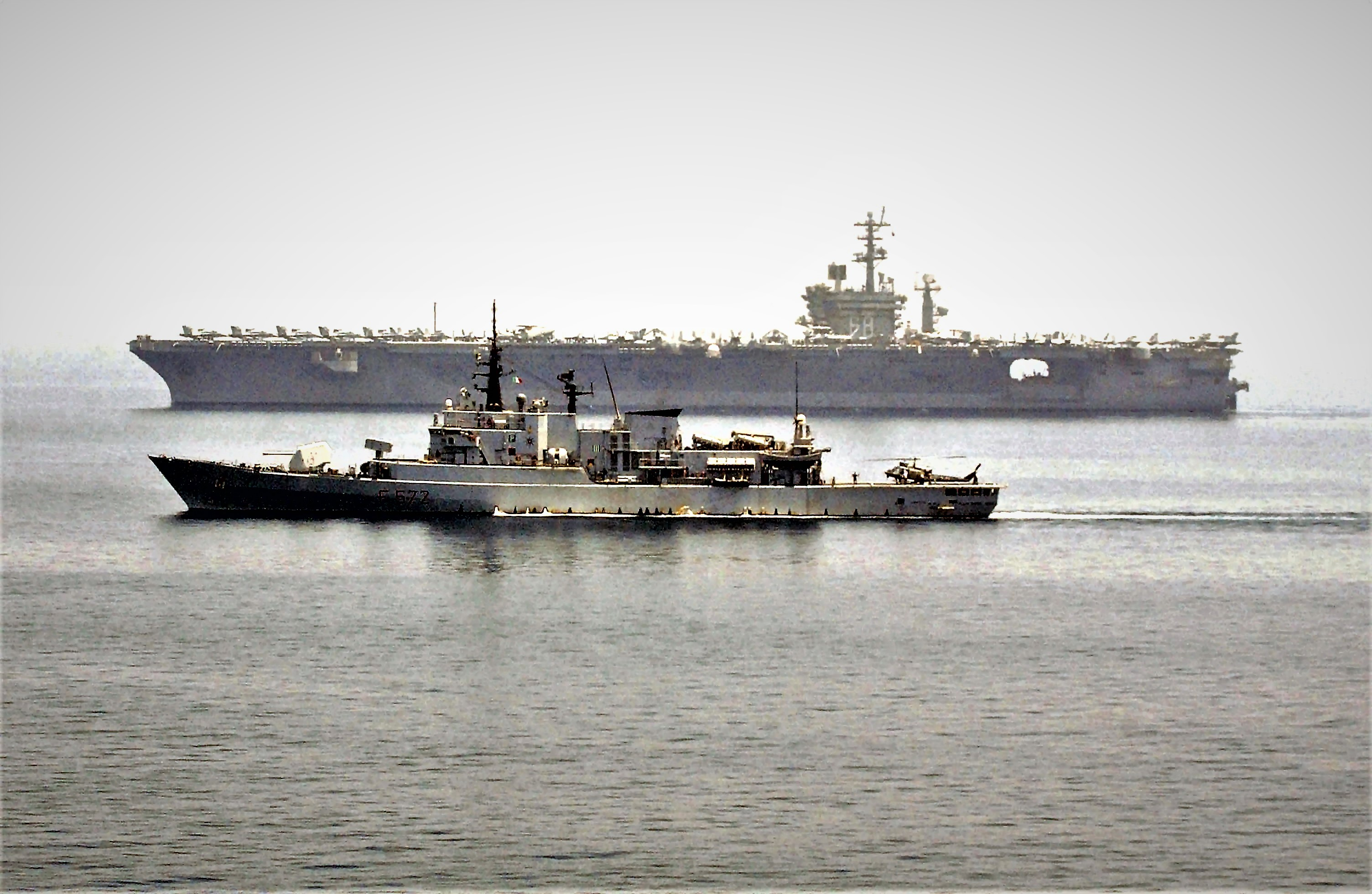
Nave Libeccio a fianco della portaerei statunitense Nimitz

Nel 1986, in seguito all'attacco missilistico libico contro Lampedusa che segnò una grave crisi diplomatica tra Italia e Libia, prese parte all'Operazione Girasole orientata al pattugliamento delle acque territoriali italiane e del Canale di Sicilia da parte di una squadra navale che comprendeva anche l'incrociatore lanciamissili Andrea Doria, la fregata Lupo e i cacciatorpediniere lanciamissili Audace e Intrepido.
La nave ha poi trovato impiego nel golfo Persico nella parte finale della guerra Iran-Iraq (1987-88) come scorta alle petroliere nell'Operazione Golfo 1, operando nelle acque del Mar Arabico dal 2 dicembre 1987 al 17 marzo 1988, insieme al rifornitore Vesuvio, i cacciamine Lerici e Milazzo e le fregate Lupo e Zeffiro.
Successivamente la nave fece ritorno nel Golfo Persico durante la prima Guerra del Golfo prendendo parte all'Operazione Golfo 2 dal 2 settembre 1990 al 31 gennaio 1991.
La nave effettuato campagne navali nel 1990 in Malesia, nel 1991 in Unione Sovietica e nel 1993-1994 nel Golfo Persico.
Nel 1994 ha preso parte all'Operazione Sharp Guard in Adriatico in seguito agli sviluppi della situazione nella ex Jugoslavia e all'inizio del 1995 all'Operazione Somalia III quale unità di scorta del 26º Gruppo Navale che vedeva la presenza delle LPD San Giorgio e San Marco del rifornitore Stromboli e della portaerei leggera Garibaldi quale nave comando del gruppo.
Nel nuovo millennio la nave ha partecipato come altre unità della classe all'operazione Enduring Freedom e all'Operazione Active Endeavour e ha fatto parte delle forze navali della NATO Response Force.
Nel 2009 è stata impiegata nell'Operazione Ocean Shield per assicurare il regolare flusso in Somalia degli aiuti umanitari del World Food Programme (WFP), il programma alimentare delle Nazioni Unite, attraverso la scorta dei mercantili interessati e, al contempo, svolgere attività anti-pirateria davanti alle coste somale. La nave, che ha operato nell'ambito dello SNMG2 della NATO, partita dal porto della Spezia il 10 giugno ha fatto ritorno alla base il 20 dicembre, operando nell'Oceano Indiano dal 29 giugno al 14 dicembre, percorrendo nel corso della missione oltre 40 000 miglia, sventando tre attacchi di pirati verso navi mercantili e soccorrendo un peschereccio somalo alla deriva con tre persone a bordo.
La nave è ritornata nelle acque del Golfo di Aden e del Corno d'Africa nel 2010 partecipando alla Missione EUNAVFOR Atalanta dell'Unione europea, lasciando le acque italiane il 16 luglio partendo dal porto di Taranto e ritornando in Italia il 7 dicembre rientrando alla base di Augusta, dopo che il 30 novembre era stata rilevata nel suo compito dalla gemella Zeffiro. Nel corso della missione nella notte tra il 28 e il 29 settembre ha liberato un'imbarcazione con sette persone di equipaggio sequestrata da una decina di individui sospettati di essere pirati somali. L'imbarcazione battente bandiera iraniana era stata avvistata e avvicinata al largo della costa del Kenya e dopo lungo inseguimento, condotto in condizioni di mare proibitive, i pirati sono stati costretti a desistere e a liberare l'equipaggio composto da sei pachistani e dal comandante iraniano.

## Stemma Araldico
Lo Stemma Araldico è costituito da un profilo stilizzato in rilievo della Rosa dei Venti. In basso a sinistra vi è una riproduzione di Eolo, signore dei venti secondo la mitologia greca. Eolo è rappresentato con le guance gonfie e nell'atto di emettere un soffio potente. L'effetto provocato da questo soffio è raffigurato da creste di onde marine stilizzate in rilievo, poste in alto a destra dello stemma, come a voler raffigurare la forza dominante di questo vento sul mare.
Nella parte bassa dello stemma compare il motto latino "PAVEANT TURBINEM HOSTES" che tradotto significa "I NEMICI TEMANO IL TURBINE" mentre nella parte superiore dello stemma è inciso il guidone recante il nome dell'unità.